# Dagebüll
Dagebüll település Németországban, Schleswig-Holstein tartományban. Lakosainak száma 907 fő (2023. december 31.).

## Fekvése
Niebülltől 13 km-re fekvő kikötő.

## Leírása
Dagebüll kikötőjéből indulnak a hajók Föhr és Amrum szigetére. Amrumra autót is át lehet szállítani. Amrumról pedig további hajójáratok szállítják az utasokat Föhrre, Helgolandra, Hamburgba és Cuxhavenbe.

## Galéria

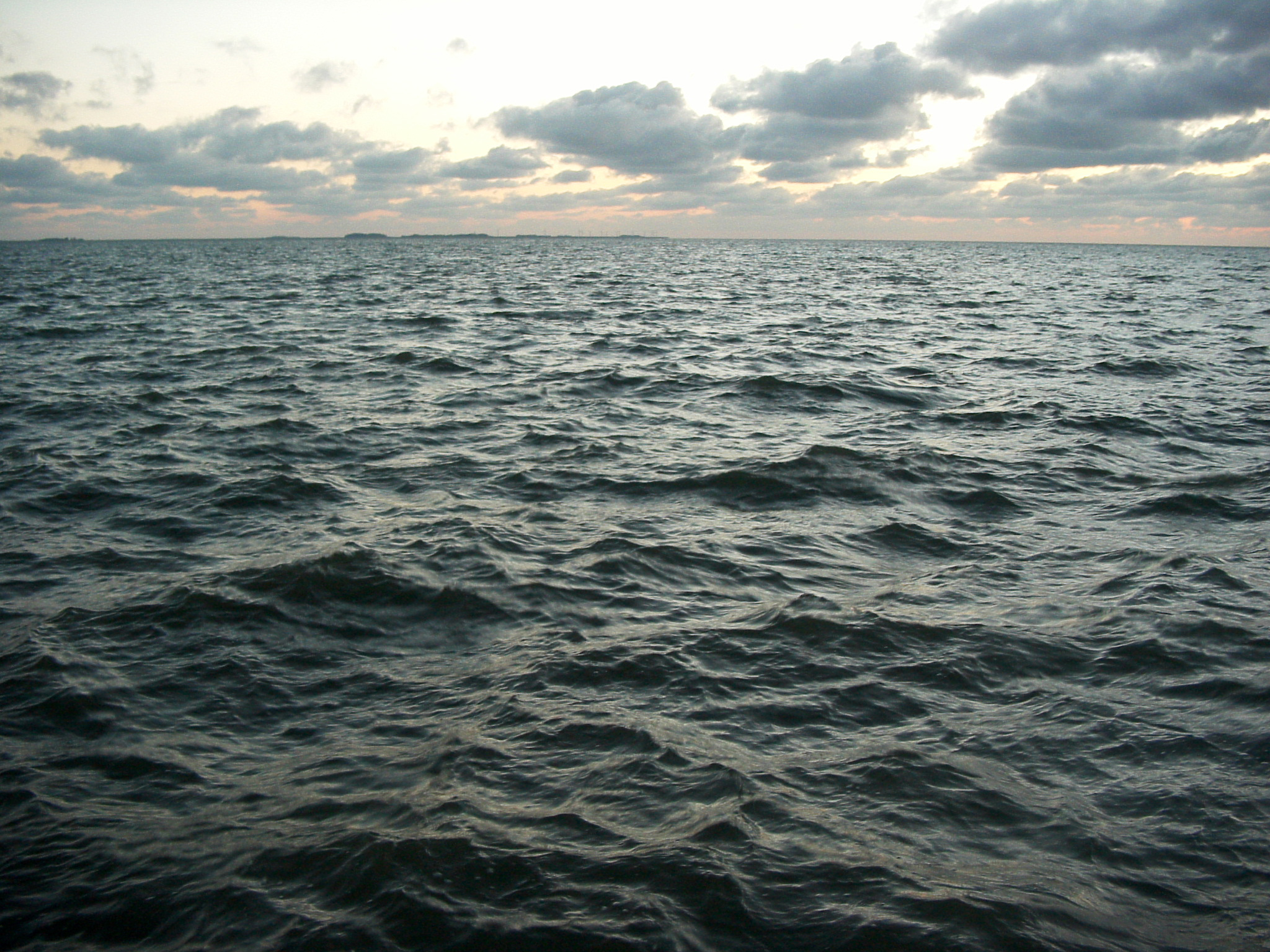
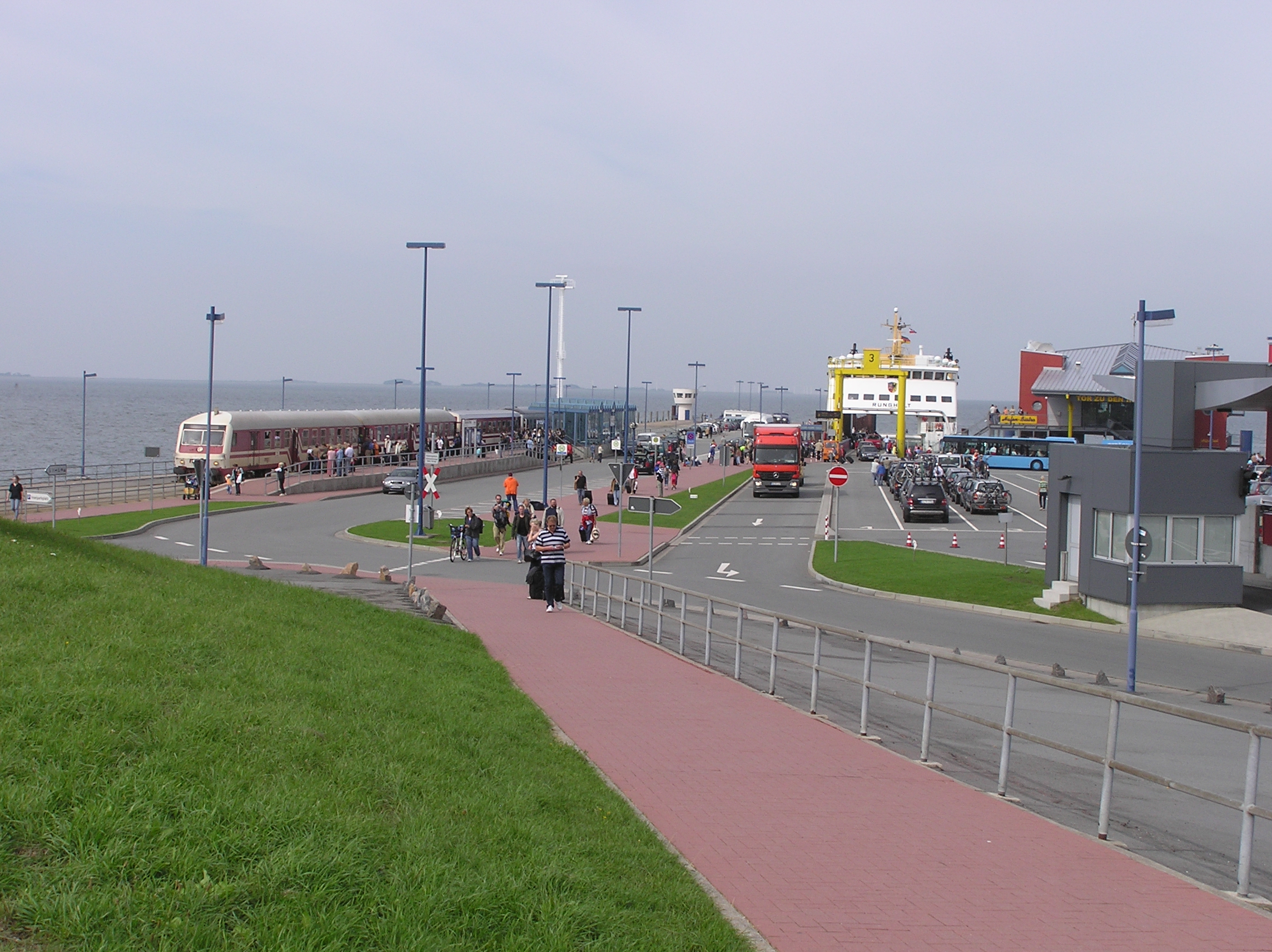
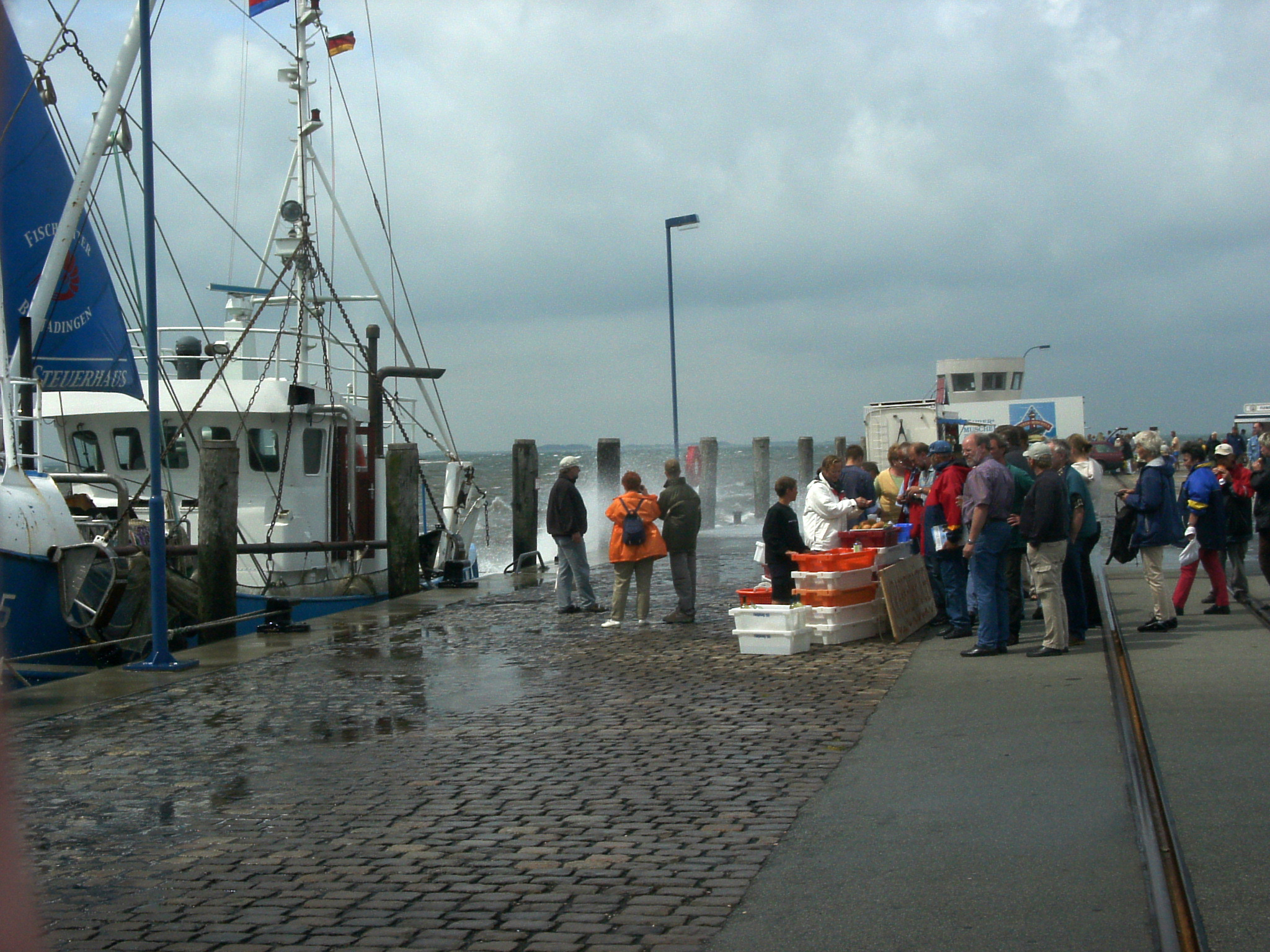
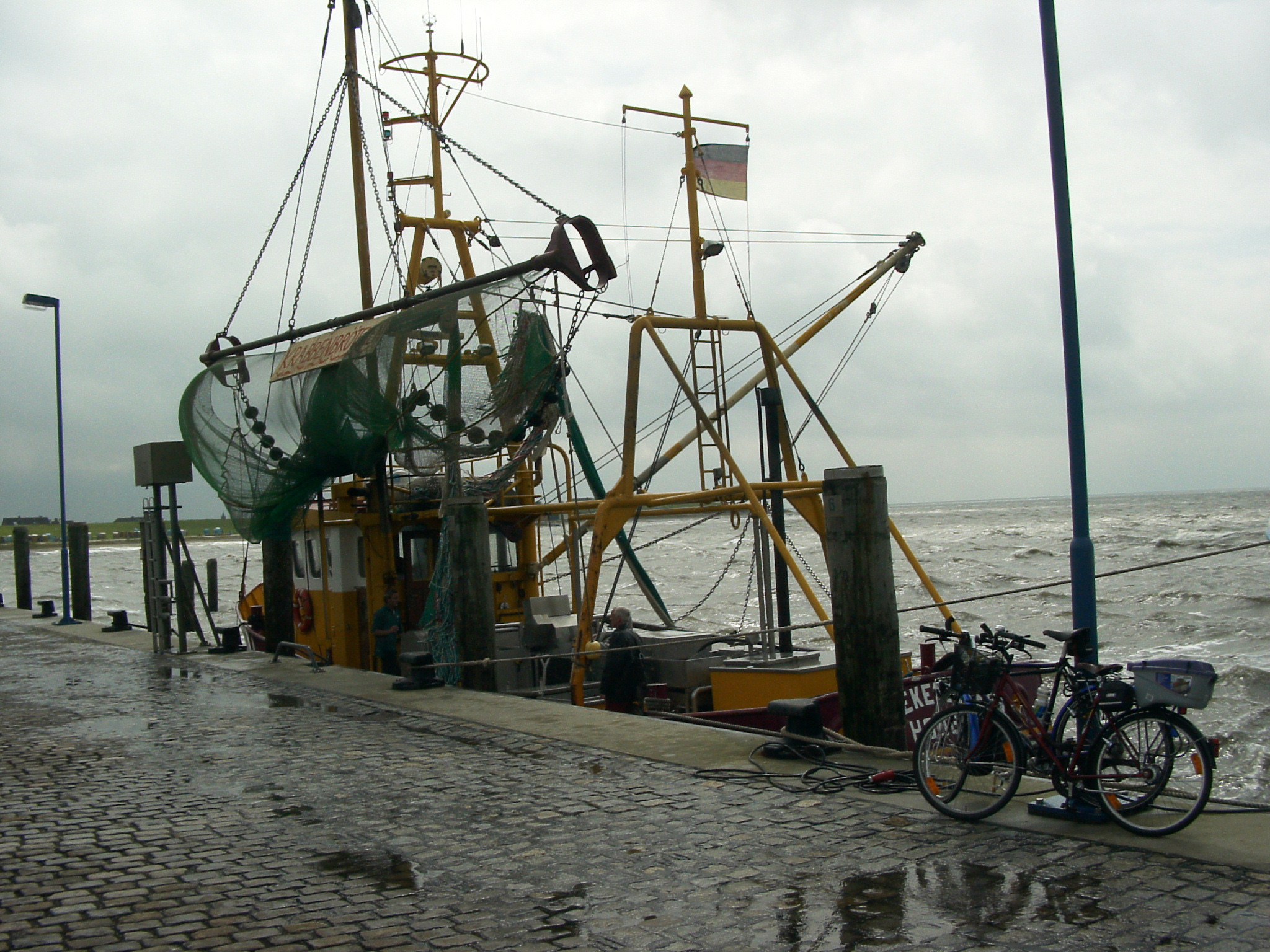
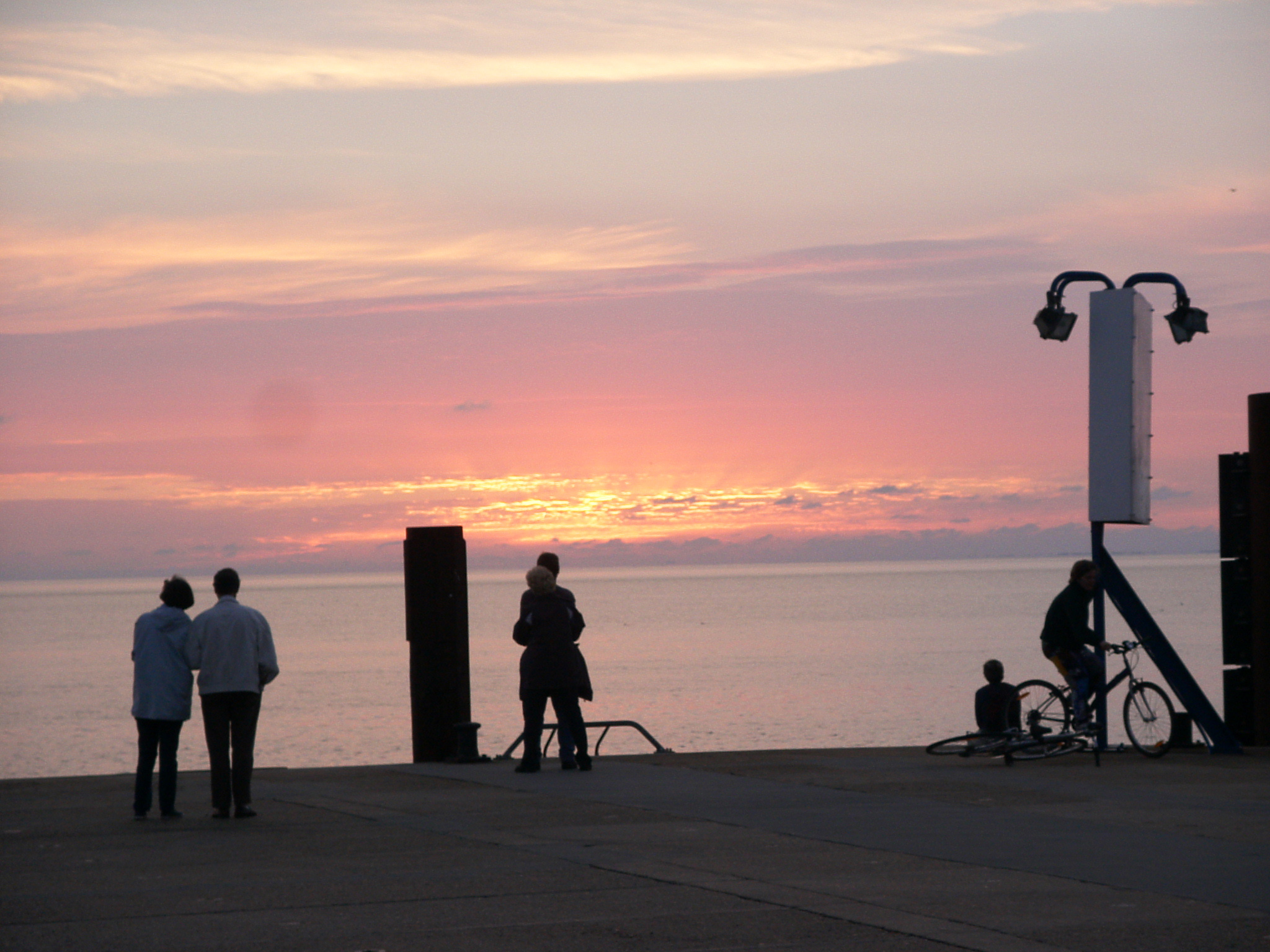
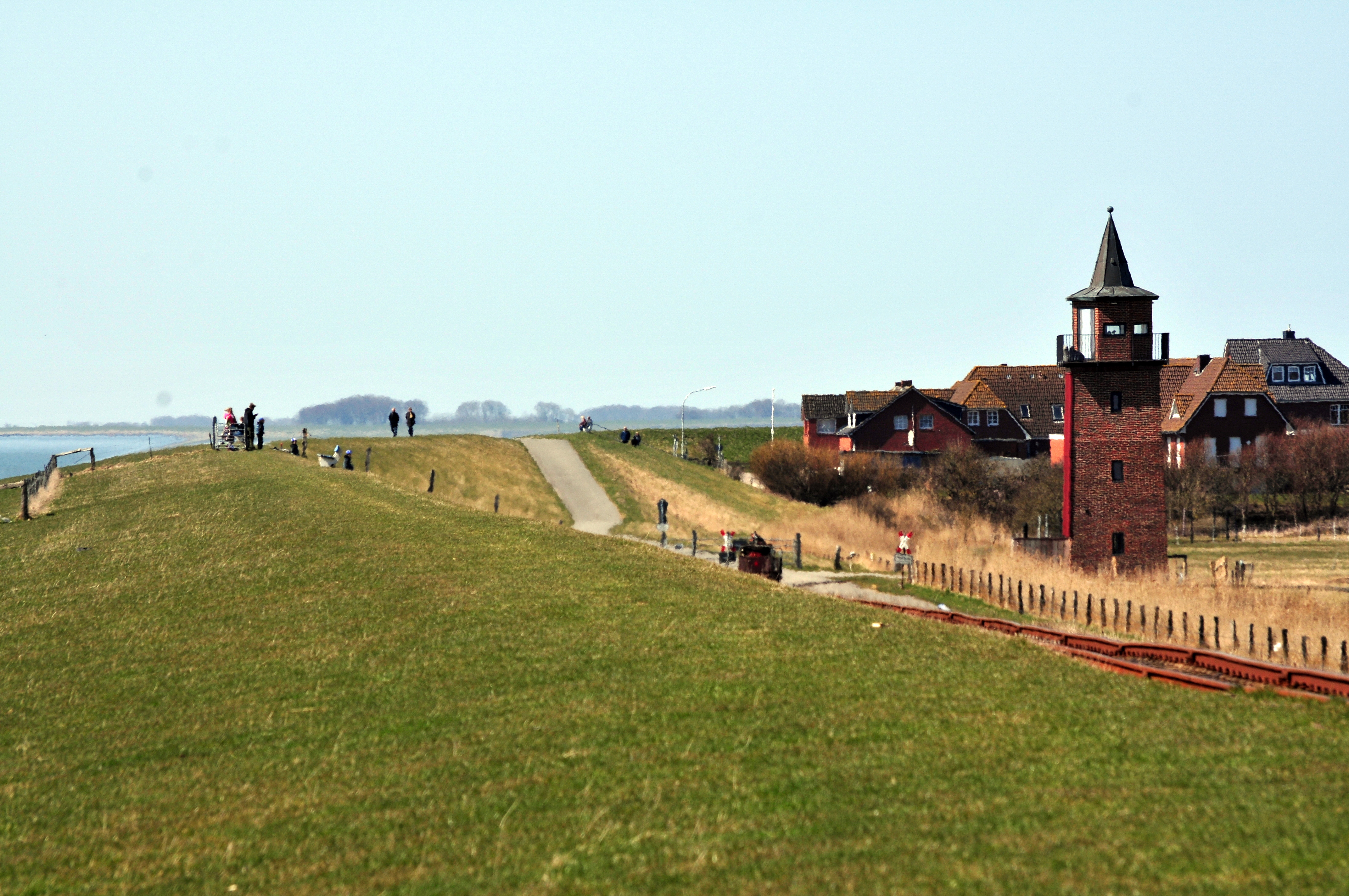
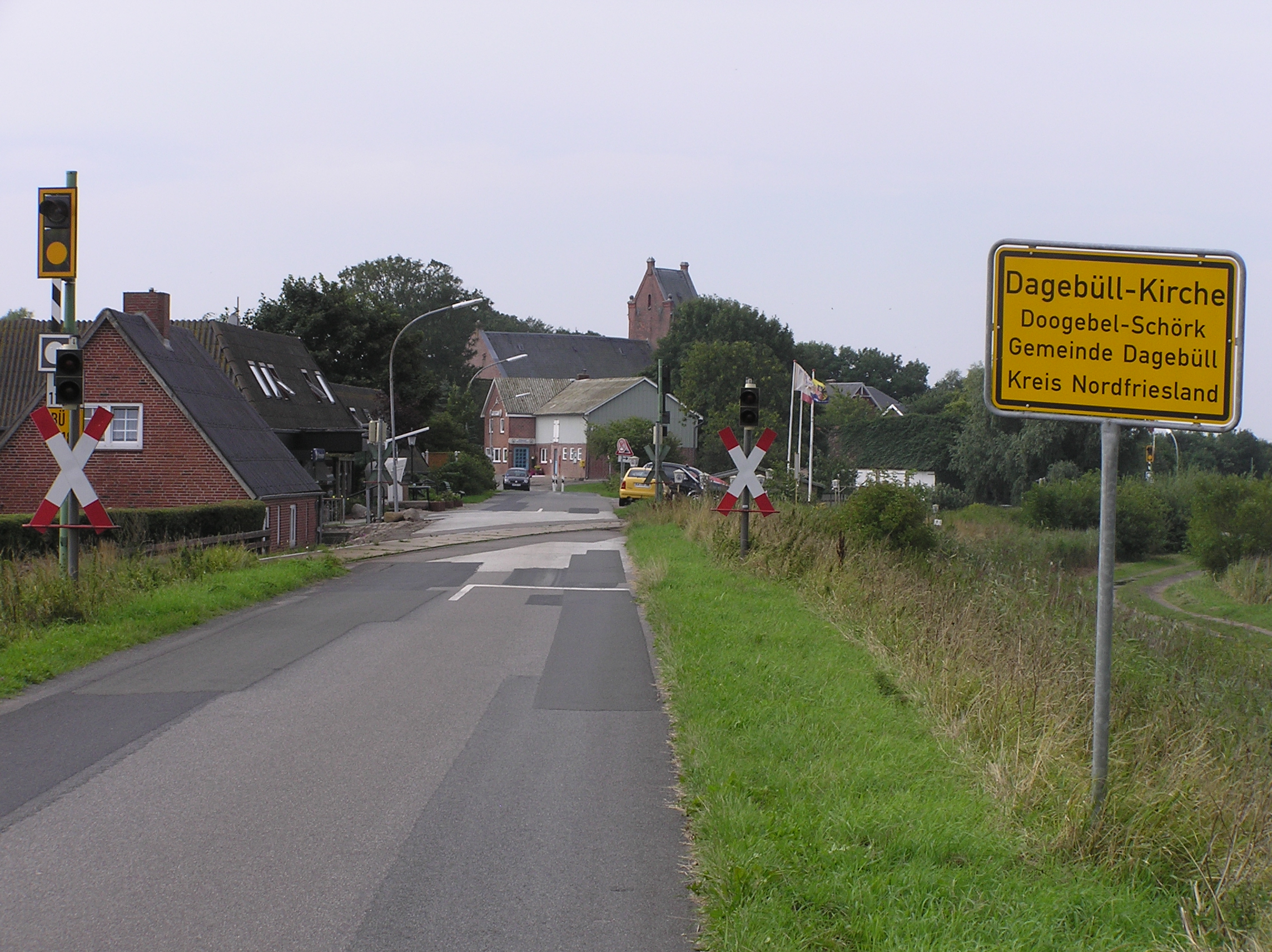
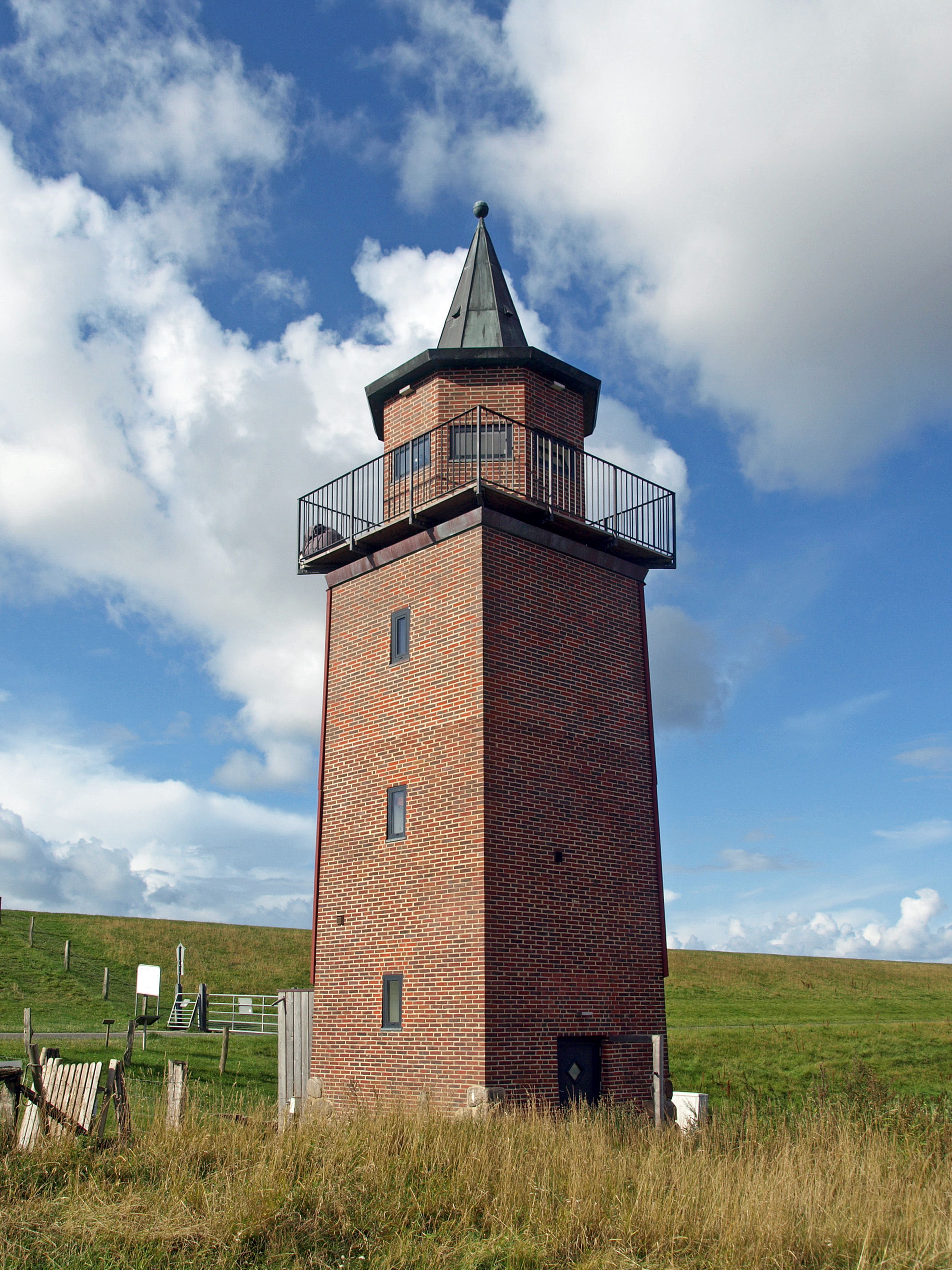
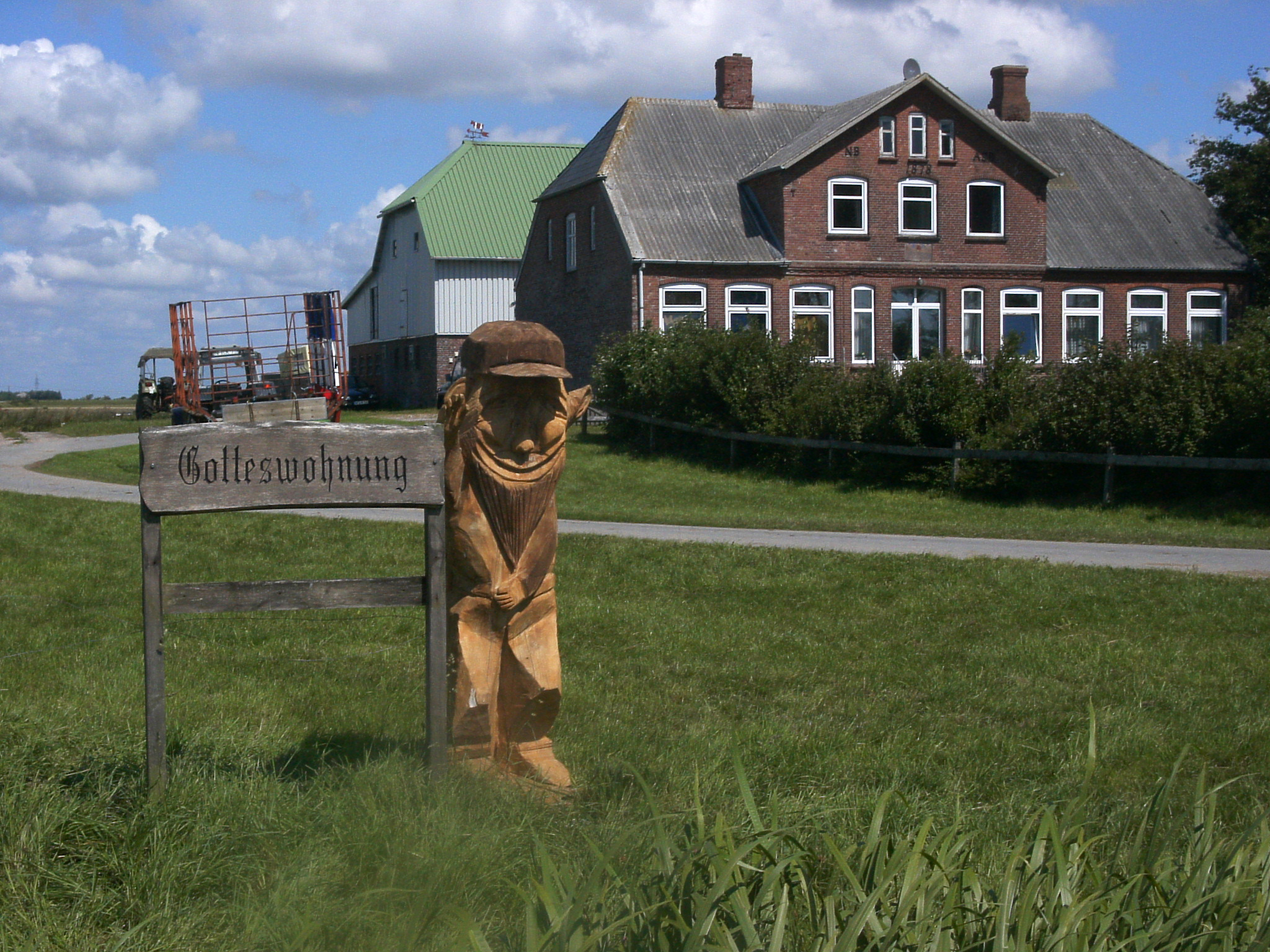
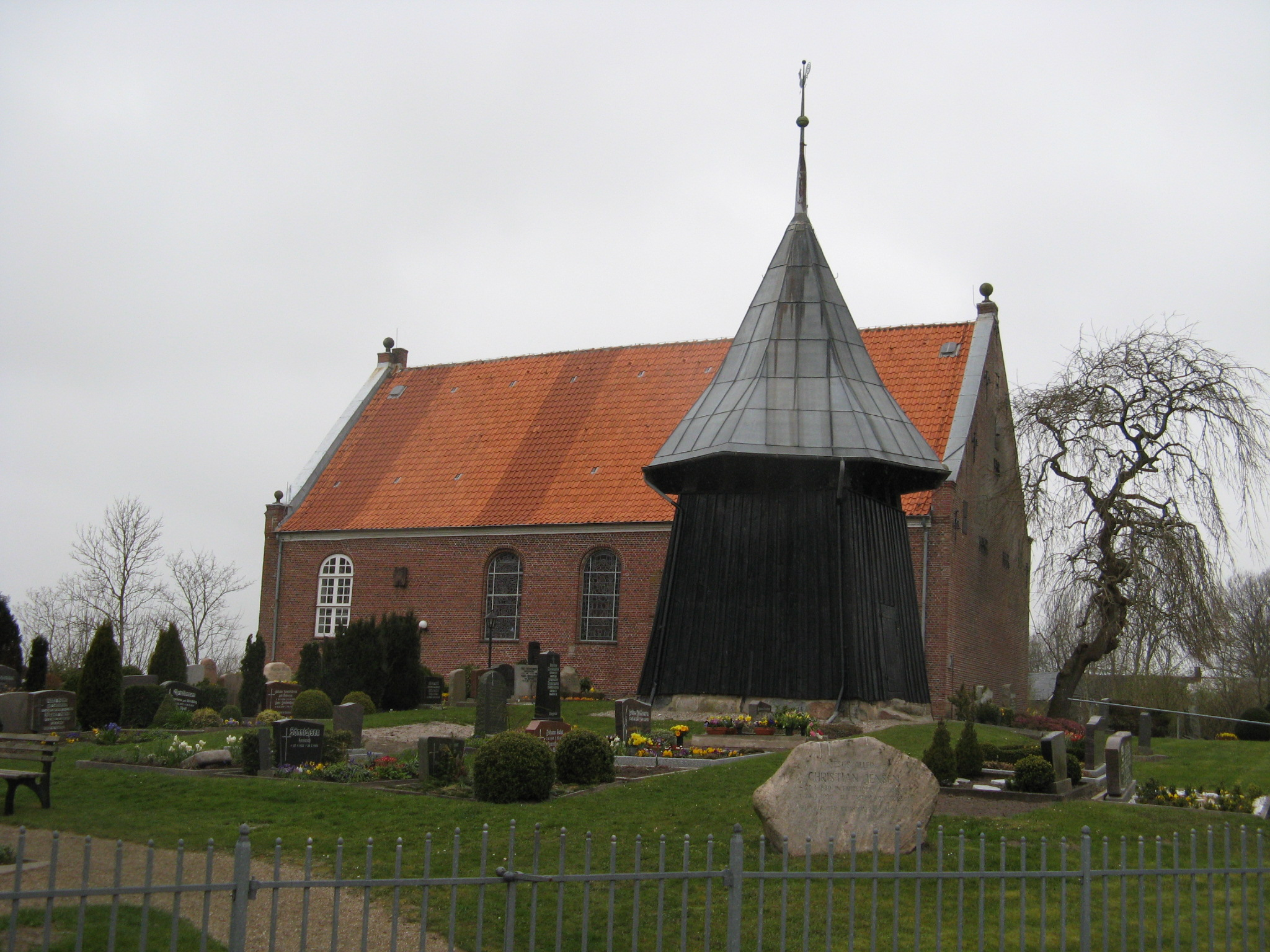

## Nevezetességek
- Kikötő